# 拼裝
拼裝（法語：bricolage，又譯拼貼）此概念最初是由社會人類學家克勞德·李維史陀（Claude Lévi-Strauss）在1962年所出版的著作《野性的思维》中所提出。他認為修補匠和原始人類解決問題的方法類似：修補匠喜歡凡事自己動手做，並且會運用手邊現有的工具和材料來完成工作；而當原始人類面對未曾遇過的問題時，並不會想出新的概念來解決，而是會重新組合並修改現有的方法，以適應這些新的狀況。研究其他學科的思想家與作家也會借用拼裝的概念，討論創意藝術家、教師以及其他人士是如何修改現存的想法、材料和做法，並再加以運用，以應付新的狀況。借用此概念的學科包括教育、藝術理論、法律，以及經濟學。